# لامبورگینی اوراکو
لامبورگینی اوراکو (Lamborghini Urraco) خودرویی است که در سال‌های ۱۹۷۳ تا ۱۹۷۹ تولید شده است. این کوپه چهار سرنشینه است که توسط طراح مارچلو گاندینی برای مربی ساز برتون طراحی شده است. مهندس پائولو استانزانی اوراکو را نوآورانه‌ترین لامبورگینی می‌داند که تحت مسئولیت خودش طراحی شده است.

## ارائه
در پاییز سال ۱۹۷۰ در نمایشگاه خودرو تورین ارائه شد اما به دلیل مشکلات فنی و مالی (لامبورگینی در سال ۱۹۷۲ ۵۱٪ از شرکت را فروخت)، تا سال ۱۹۷۳، در میان شوک نفتی۱ به بازار عرضه نشد. اوراکو در چهار مدل پی۲۵۰، پی۲۵۰ تیپو ۱۱۱، پی۲۰۰ و پی۳۰۰ تولید شد. "اوراکو" اشاره به یک "گاو نر کوچک" در bullfighting1 اسپانیایی دارد، در حالی که تعیین "P"، که به معنی "عقب" (موقعیت عقب) است، جابه جایی موتور را به دنبال دارد. همه آنها دارای یک موتور V8 با نصب عرضی هستند. گیربکس در سمت چپ موتور در قسمت امتداد بلوک نصب شده و دارای پنج دنده است و به دیفرانسیل لامبورگینی کوپه شده است. شاسی فولادی یک ساختار مونوکوک با بدنه تشکیل می‌دهد. اوراکو همچنین دارای سیستم تعلیق مستقل چهار چرخ، ترمزهای خود تهویه و رینگ‌های منیزیمی است.

## مدل‌ها

### پی۲۵۰
سه نمونه اولیه در اوایل دهه ۱۹۷۰ ساخته شدند و اوراکو پی۲۵۰ که اولین مدل این سریال بود در ۵۲۰ نسخه بین سال‌های ۱۹۷۳ تا ۱۹۷۶ تولید شد. دارای تیپو L240 جدید آلومینیوم V8 از ۲٬۴۶۲ سانتی‌متر مکعب است که اجازه می‌دهد تا حداکثر سرعت ۲۳۰ کیلومتر در h3. وزن پی۲۵۰ ۱۱۰۰ کیلوگرم است که نسبتاً سبک است. 

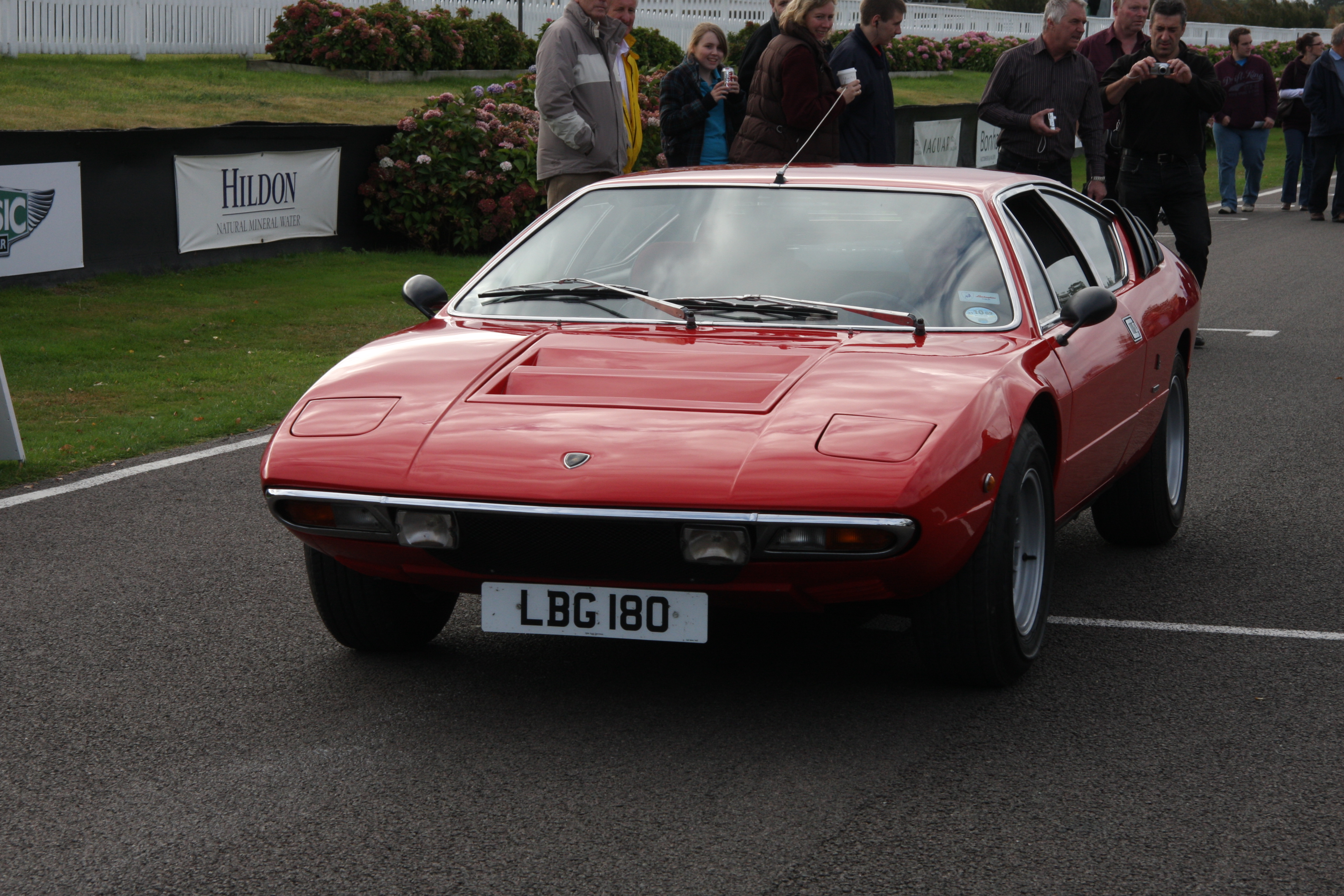

تجهیزات استاندارد شامل تهویه مطبوع، شیشه‌های برقی و رنگی، تودوزی چرمی و نصب رادیو می‌باشد.
«اوراکو باب» یکی از سه نمونه اولیه پی۲۵۰ است که در سال ۱۹۷۳ توسط باب والاس نیوزلندی (در) (راننده آزمایشی لامبورگینی از ۱۹۶۴ تا ۱۹۷۵) اصلاح شد.

### پی۲۵۰ تیپو ۱۱۱
پی۲۵۰ تیپو ۱ یا اوراکو پی۱ نسخه ای از پی۲۵۰ است که منحصراً برای بازار آمریکا در سال ۱۹۷۵ برای رعایت استانداردهای جدید ضد آلودگی توسعه یافته است. به غیر از تهویه مطبوع و پنجره‌های الکتریکی، از جمله تجهیزات ضد آلودگی، سپرهای تقویت شده، و چراغ‌های مه۵ دارد. قدرت موتور از ۲۲۰ به ۱۸۰ اسب بخار کاهش می‌یابد. پی۱۱۱ با کاهش عملکرد۶ خود موفقیت را برآورده نخواهد کرد۷ و تنها ۲۱ نسخه ساخته خواهد شد۵.

### پی۲۰۰ و پی۳۰۰
پی۲۰۰ و پی۳۰۰ در نمایشگاه خودروی تورین در سال ۱۹۷۴ ارائه شدند. اوراکو پی۲۰۰، مجهز به یک موتور ۲ لیتری V8، برای بازار ایتالیا طراحی شده است۸ (به غیر از مصرف سوخت پایین‌تر، ظرفیت موتور کوچک آن امکان فرار از مالیات جدید ۱۷ درصد برای وسایل نقلیه بالای ۲ لیتر ۹)، در حالی که P300 دارای موتور ۳ لیتری بهبود یافته است. هر دو مدل از پی۲۵۰ نیز روکش بهتری دارند.
اوراکو پی۲۰۰ که با V8 خود ۱۹۹۴ سانتی‌متر مکعب کوچک‌ترین موتور تولید شده توسط لامبورگینی را دارد، از سال ۱۹۷۵ تا ۱۹۷۷ در ۸۰ نسخه تولید شده است. پی۳۰۰ بین سال‌های ۱۹۷۵ تا ۱۹۷۹ در ۲۰۵ نسخه تولید شد.
نسخه پی۳۰۰ با توزیع با چهار میل بادامک بالاسری و عرضه با چهار کاربراتور دو بشکه ۱۰ متمایز می‌شود. این طراحی اسپرت تر به خودرو اجازه می‌دهد تا از سرعت ۲۶۰ کیلومتر در ساعت فراتر رود و ۱۰۰۰ متر را از یک استارت ایستاده تنها در ۲۶ ثانیه طی کند.